# A szállító (film)
A szállító (angolul The Transporter, franciául Le Transporteur) 2002-ben bemutatott francia–amerikai akciófilm, A szállító-sorozat első része. A filmet Louis Leterrier és Corey Yuen rendezte, a forgatókönyvet Luc Besson írta, a The Hire című BMW-rövidfilmek hatására, melyek 2001-ben és 2002-ben az autógyár járműveit népszerűsítették. A főbb szerepekben Jason Statham, Su Csi, François Berléand és Matt Schulze látható.
A film főszereplője Frank Martin (Statham), aki „zsoldos” sofőrként – megfelelő összegért cserébe – bárkinek bármit elszállít a megfelelő helyre, kérdezősködés és késedelem nélkül. Egyik megbízatása során azonban megszegi saját szabályait és kinyitja a rábízott csomagot, ezzel életveszélybe sodorva önmagát.
A szállító a jegypénztáraknál és a filmkritikusok körében is mérsékelt fogadtatásra talált, ugyanakkor a DVD-eladások tekintetében sikeresnek számít, továbbá segített megszilárdítani Statham akciófilmes karrierjét.
A filmnek a 2010-es évek közepéig három folytatása készült el, a 2005-ös A szállító 2., a 2008-as A szállító 3. és a 2015-ös A szállító – Örökség (amelyben Jason Statham már nem szerepel, Frank Martin szerepét Ed Skrein vette át). 2012-ben azonos címmel egy spin-off televíziós sorozat is készült a történetből, François Berléand (Tarconi felügyelő) kivételével teljesen új szereplőkkel.

## Cselekmény
|  | Alább a cselekmény részletei következnek! |

Frank Martin (Jason Statham) magasan képzett sofőr, szakmája legjobbja, akit csak „Szállító” néven ismernek. Bármit hajlandó a megfelelő helyre szállítani, kérdezősködés nélkül, óramű pontossággal. Munka közben szigorúan betartja saját szabályait: „sose módosítsd a megállapodást”, „nincsenek nevek”, „sose bontsd fel a csomagot” és „ne ígérj olyasmit, amit nem tudsz betartani”.
Miután egy bankrablásban segédkezik, Franket Tarconi felügyelő (François Berléand) keresi fel a Szállító tengerparti villájában, Franciaországban, hogy kérdéseket tegyen fel neki a rablásról. A Szállítónak ezután egy amerikai gengszternek, Bettencourtnak, ismertebb nevén Wall Street-nek (Matt Schulze) kell elvinnie egy küldeményt. Útközben Frank autója defektet kap, ezért a férfi kereket cserél az autóján, eközben felfedezi, hogy a csomag mozog. A zsákban egy megkötözött és bekötött szájú ázsiai nőt talál, aki megpróbál elszökni, de Frank elfogja és időben átadja őt megbízóinak. Wall Street ezután egy aktatáskát ad Franknek, mely valójában egy bombát rejt, de Frank nagy szerencsével túléli a robbanást. A Szállító dühödten visszatér Wall Street házába, ártalmatlanná téve a gengszter néhány emberét, majd a garázsból saját felrobbantott járműve helyett ellop egy autót – melynek hátsó ülésén a korábban szállított nő rejtőzik.
Frank befogadja otthonába a nőt, Lai-t (Shu Qi), aki eljátssza a Szállító barátnőjét, és alibit biztosít neki, amikor Tarconi ismét kérdezősködik a felrobbant autóval kapcsolatban. Tarconi távozása után nem sokkal egy rakéta csapódik Frank házába, Frank és Lai alig képes kimenekülni a lángok martalékává váló házból. A rendőrségen, kihallgatás közben Frank feltöri Tarconi számítógépét, hogy információt szerezzen Wall Street-ről. Lai-tól megtudja, hogy a gengszter két, kínaiakkal teli konténert csempészik be az országba, köztük Lai családját is, akiket Wall Street rabszolgaként akar eladni. Lai és Frank felkeresi Bettencourtot az irodájában, ahol kiderül, hogy Lai apja felelős az emberkereskedelemért. Amikor Tarconi és a rendőrség a helyszínre érkezik, Lai apja lánya elrablásával vádolja meg és letartóztattatja Franket.
Tarconi segít megszökni Franknek, eljátszva egy túszul ejtett rendőr szerepét. Frank a kikötőben éri utol a bűnözőket, akik a becsempészett kínaiakkal teli konténereket teherautókra rakják fel, de hamarosan lelepleződik. Noha sokukat harcképtelenné teszi, mégsem tudja megállítani a teherautókat, melyekben a kínaiakat szállítják. Frank egy ellopott kisrepülőgéppel veszi üldözőbe a konvojt, majd ejtőernyővel landol az egyik teherautón és megöli Wall Streetet. Lai apja elfogja Franket, de Lai még időben végez apjával, ezzel megmentve a Szállítót. Hamarosan a rendőrség is a helyszínre érkezik, és kimentik a fogságban tartott embereket.

## Szereplők
| Színész           | Szerep                           | Magyar hang         |
| ----------------- | -------------------------------- | ------------------- |
| Jason Statham     | Frank Martin/A szállító          | László Zsolt        |
| Su Csi            | Lai Kwai                         | Balázsovits Edit    |
| Matt Schulze      | Darren 'Wall Street' Bettencourt | Kálloy Molnár Péter |
| François Berléand | Tarconi felügyelő                | Tordy Géza          |
| Ric Young         | Mr. Kwai                         | Harsányi Gábor      |

## A film készítése
A film alapjául a The Hire elnevezésű, nyolc részből álló rövidfilm-sorozat szolgált, melyet 2001-ben és 2002-ben készítettek, a BMW autógyár járműveinek népszerűsítésére. A film főszereplőjét, a „Sofőr”-t Clive Owen alakította, az egyenként kb. 10 perces filmeket neves filmesek készítették (köztük Ang Lee, Guy Ritchie, John Woo és Tony Scott). Luc Bessonnak, A szállító forgatókönyvírójának elmondása szerint a sorozat hatással volt a későbbi forgatókönyvre.
A szállító forgatása Párizsban és Dél-Franciaországban zajlott, 2001-ben és 2002-ben, a forgatás összesen 87 napot vett igénybe.
A film premierje 2002. október 2-án volt az Amerikai Egyesült Államokban, majd október 11-én került az amerikai mozikba, a 20th Century Fox forgalmazásában. Franciaországban október 23-án mutatták be, míg hazánkban – az InterCom filmforgalmazó cég forgalmazásában – november 28-án debütált a film a mozikban.

## Fogadtatás

### Box office
A szállító a jegypénztáraknál közepesen teljesített. A 21 millió dolláros költségvetésből készült film az amerikai jegyeladásokból ugyan 25 296 447 dolláros bevételt szerzett (mely alig haladja meg az előállítási költségeket), azonban a többi országban a film további 18 632 485 dollárt termelt, így az összbevétel 43 928 932 dollár lett, azaz több, mint az eredeti költségvetés kétszerese.

### Kritikai fogadtatás
A filmkritikusok hozzáállása a filmhez változó volt: a Rotten Tomatoes weboldalon A szállító 54%-on áll, 124 kritikus véleménye alapján, az átlagos értékelés 5,6 pont a 10-ből. A weboldal összegzése szerint „A szállító című film leszállítja ugyan az akciót, de az összefüggő történetmesélés rovására”. A Metacritic weboldalon, mely ismert filmkritikusok értékeléseinek súlyozott átlagát mutatja be, egy 100-as skálán osztályozva a film átlagosan 51 pontot kapott, 27 kritika alapján. Ez a honlap szerint „vegyes vagy átlagos” kritikának számít.
Manohla Dargis (Los Angeles Times) dicsérte az akciójeleneteket: „Statham nyilvánvalóan alkalmasnak tűnik arra, hogy Vin Diesel középsúlyú alternatívájává fejlődjön. Ez különösen igaz lesz akkor, ha továbbra is Corey Yuen hongkongi veterán akciófilmes rendezővel dolgozik majd együtt, akinek valóban figyelemreméltó tehetsége van a pusztakezes rombolások megrendezéséhez.”
Roger Ebert ezzel szemben úgy vélekedett, hogy „a túl sok akció holtpontra juttatta a filmet”.
Eric Harrison (Houston Chronicle) szerint „hangosan fogtok nevetni azon, hogy A szállító mennyire rossz. Hulladék, nagy H-val írva. Minél előbb rájöttök erre, annál hamarabb tudtok majd ellazulni és élvezni a filmet.”

## Folytatások és televíziós sorozat

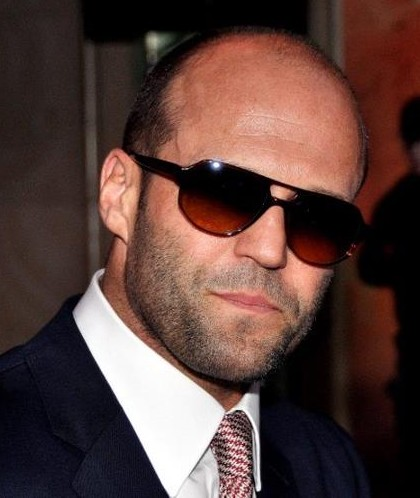
A szállító-sorozat segített megalapozni Jason Statham akciófilmes karrierjét. A színész két további folytatásban alakítja Frank Martin szerepét

A filmnek 2015-ig három folytatása készült el: A szállító 2. (2005), A szállító 3. (2008) és A szállító – Örökség (2015).
A második részben Frank sofőrként dolgozik egy tehetős és befolyásos családnál, az Amerikai Egyesült Államokban. Egy kisgyereket kell mindennap iskolába vinnie, akivel szoros barátságot köt. Amikor a fiút elrabolják, Frank mindent megtesz, hogy megmentse a gyermeket, hamarosan viszont rádöbben, hogy az emberrablás csupán egy nagyobb bűnözői összeesküvés része. A folytatásban Tarconi felügyelő is visszatér, az előző filmnél hangsúlyosabb szerepben, immár Frank barátjaként.
A harmadik részben Franket elrabolják és arra kényszerítik, hogy az ukrán környezetvédelmi ügynökség fejének elrabolt lányát, Valentinát Marseille-ből Odesszába szállítsa. Frank testére elrablói egy jeladót erősítenek, autójára pedig egy speciális bombát szerelnek, mely azonnal felrobban, ha Frank túlságosan eltávolodna autójától. Frank Tarconi felügyelő segítségével próbál meg szembeszállni megbízóival, miközben Valentinával is egyre közelebb kerülnek egymáshoz.
A negyedik részben (melyben a címszerepet Ed Skrein vette át Stathamtől) Frank egy bankrablás során sofőrként segédkezik és akarata ellenére ismét belekeveredik egy alvilági ügybe, melyben apja is veszélybe kerül.
A szállító-filmek alapján egy spin-off televíziós sorozat is készült, A szállító címmel. A sorozat Németországban 2012. október 11-én debütált az RTL-en, Franciaországban pedig december 6-án mutatták be az M6 televíziós csatornán. Frank Martin szerepét Chris Vance vette át, segítőtársát, megbízóját és szerelmét, a korábbi CIA-ügynököt Osvárt Andrea alakítja. Tarconi felügyelő alakját ezúttal is a francia színész, François Berléand formálja meg, egyedüli visszatérő színészként.
A 2013-as Cannes-i fesztiválon Luc Besson bejelentette három további film elkészítését a közeljövőben. Besson cége, az EuropaCorp, illetve a kínai Fundamental Films fogja finanszírozni, legyártani és forgalmazni a filmeket, melyek mindegyike 30-40 millió dolláros költségvetésből fog elkészülni. Egyelőre nem árulták el, hogy Jason Statham, illetve az általa alakított filmes karakter, Frank Martin szerepelni fog-e a folytatásokban.

## Fordítás
Ez a szócikk részben vagy egészben  a   The Transporter című angol Wikipédia-szócikk fordításán alapul.  Az eredeti cikk szerkesztőit annak laptörténete sorolja fel. Ez a jelzés csupán a megfogalmazás eredetét és a szerzői jogokat jelzi, nem szolgál a cikkben szereplő információk forrásmegjelöléseként.